# 利文斯頓縣 (肯塔基州)
利文斯頓縣（英語：Livingston County）是美國肯塔基州西部的一個縣，北隔俄亥俄河與伊利諾伊州相望，西臨田納西河。面積886平方公里。根據美國2000年人口普查估計，共有人口9,804人。縣治斯密司蘭 (Smithland)。
成立於1799年5月1日。縣名紀念大陸會議代表、獨立宣言起草者之一，羅伯特·R·利文斯頓。本縣為一禁酒的縣。